# Automolis hutstaertiana
Automolis hutstaertiana là một loài bướm đêm thuộc phân họ Arctiinae, họ Erebidae.